# Jan Ferdinand de Méan

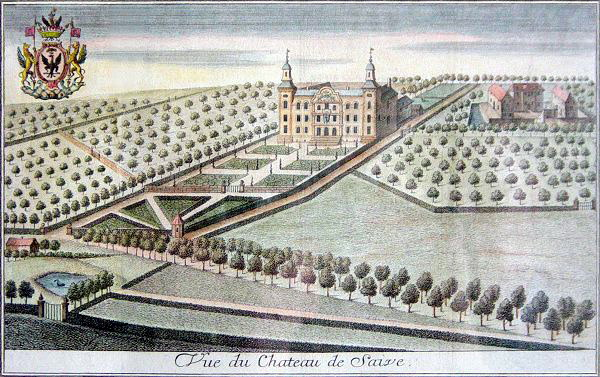
Het kasteel van Saive van de familie De Méan (tekening ca. 1700 van Remacle Leloup)

Jan Ferdinand de Méan (Luik?, 1647? - Coudroy, 18 juli 1709) was een vooraanstaand geestelijke, politicus en jurist in het prinsbisdom Luik. Hij was groot-deken van Luik, proost van het Sint-Pauluskapittel in Luik en het Sint-Servaaskapittel in Maastricht, en lid van de Geheime Raad van het prinsbisdom Luik.

## Biografie
Jan Ferdinand de Méan was een telg uit het adellijke, later grafelijke geslacht De Méan, dat in de 17e en 18e eeuw veel invloed had in Maastricht en Luik. Jan Ferdinand werd in 1647 geboren uit het huwelijk van Karel de Méan en Johanna van der Heyden à Blisia. Karel de Méan (1604-1674) was heer van Atrin-Clavier, lid van de Geheime Raad, burgemeester van Luik en commissaris-deciseur in Maastricht. Een van Karels nakomelingen zou prins-bisschop van Luik en aartsbisschop van Mechelen worden: Franciscus Antonius de Méan de Beaurieux. Twee broers van Jan Ferdinand brachten het ook tot proost: Willem de Méan was proost van het Sint-Maartenskapittel in Luik; Laurens de Méan was proost van het Onze-Lieve-Vrouwekapittel in Maastricht.

### Geestelijke loopbaan
Als jongere zoon was Jan Ferdinand voorbestemd voor een geestelijke loopbaan. Hij studeerde aan de universiteit van Leuven en behaalde zijn licentiaat in de rechtswetenschappen in Reims. Op 25-jarige leeftijd werd hij kanunnik van het Onze-Lieve-Vrouwekapittel in Tongeren. Vier jaar later werd hij kanunnik van het kathedrale kapittel in Luik. Daar maakte hij snel carrière: in 1682 werd hij scholaster (hoofd van de kapittelschool), vanaf 1686 was hij er deken ('groot-deken' van Luik).
In 1690 werd hij proost van het Sint-Pauluskapittel in Luik. Drie jaar later werd hij vice-proost van het kapittel van Sint-Servaas in Maastricht, ter assistentie van proost Jan Adolf van Brederode van Bolswart, die al op leeftijd was. Voor die functie was hij niet de eerste keus geweest. In eerste instantie was gekozen voor Hendrik de Wildt, maar deze koos al na een paar maanden voor een militaire loopbaan. In 1702 werd De Méan, die op dat moment in gevangenschap zat, 'voorlopig proost' in Maastricht; pas op 12 juli 1706 werd hij door de Staten-Generaal officieel benoemd. Als proost van Sint-Servaas was hij tevens heer van de Elf banken van Sint-Servaas, Tweebergen en Mechelen-aan-de-Maas.

### Politieke loopbaan
Van 1688 tot 1701 speelde De Méan een belangrijke rol op het politieke toneel in Luik. Al voor het begin van de Spaanse Successieoorlog (1700-1714) gaf hij blijk van een anti-Franse, pro-Oostenrijkse gezindheid. Hij was het die er in 1688 voor zorgde dat Johan Lodewijk van Elderen werd gekozen tot prins-bisschop van Luik. Tijdens Van Elderen's regeringsperiode was het De Méan die aan de touwtjes trok en hij was het die de Luikse Staten zover kreeg dat ze de oorlog verklaarden aan Frankrijk. Hij kon echter niet voorkomen dat in 1694 Jozef Clemens van Beieren de nieuwe, pro-Franse prins-bisschop werd.
Toen de Fransen in 1701 Luik hadden bezet, werd hij op 1 december van dat jaar uit zijn woning gehaald, naar de citadel van Luik overgebracht en van daaruit aanvankelijk naar Avignon overgebracht. Later mocht hij onder strenge voorwaarden naar Namen terugkeren, waar hij onderdak kreeg bij bisschop Ferdinand de Berlo, die tevens garant voor hem stond. In 1706 kreeg hij daar het nieuws van zijn benoeming tot proost van Sint-Servaas, waarna hij zijn neef Laurens Dieudonné de Méan aanstelde als vice-proost. Pas in 1709 werd hij vrijgelaten, maar hij was toen al zo ziek, dat hij zijn functies niet kon uitoefenen.
Hij overleed op het kasteel van Atrin en werd begraven op het koor van de Sint-Lambertuskathedraal in Luik, naast het graf van zijn oom Laurens de Méan.